# Heliconius diffluens
Heliconius diffluens är en fjärilsart som beskrevs av Riffarth 1907. Heliconius diffluens ingår i släktet Heliconius och familjen praktfjärilar. Inga underarter finns listade i Catalogue of Life.